# Rumänien i olympiska sommarspelen 2016
Rumänien deltog med 96 deltagare vid de olympiska sommarspelen 2016 i Rio de Janeiro. Totalt vann de en guldmedalj, en silvermedalj och två bronsmedaljer.

## Medaljer
| Medalj | Namn | Sport     | Gren                        |
| ------ | --- | --------- | --------------------------- |
| Guld   | Ana Maria Brânză Loredana Dinu Simona Gherman Simona Pop                                                                             | Fäktning  | Damernas lagtävling i värja |
| Silver | Horia Tecău Florin Mergea | Tennis    | Herrdubbel                  |
| Brons  | Mădălina Bereș Andreea Boghian Adelina Boguș Roxana Cogianu Iuliana Popa Laura Oprea Mihaela Petrilă Ioana Strungaru Daniela Druncea | Rodd      | Damernas åtta med styrman   |
| Brons  | Albert Saritov | Brottning | Herrarnas fristil 97 kg     |